# O.C. Smith
O.C. Smith, geboren als Ocie Lee Smith, (Mansfield, 21 juni 1932 - 23 november 2001) was een Amerikaanse r&b-, jazz- en soulzanger.

## Jeugd
Smith verhuisde met zijn ouders naar Little Rock. Na de scheiding van zijn ouders verhuisde hij met zijn moeder naar Los Angeles.
Na afsluiting van een studie psychologie aan de Southern University, ging Smith bij de United States Air Force en diende overal in de Verenigde Staten, Europa en Azië. Tijdens zijn diensttijd bezocht hij talentenconcours en toerde hij met Horace Heidt. Na zijn ontslag begon hij jazz te spelen om zijn rekeningen te kunnen betalen.

## Carrière
Smith behaalde zijn eerste doorbraak als zanger met Sy Oliver en maakte zijn debuut bij Arthur Godfrey's Talent Scouts. Zijn succes bij deze show leidde tot een platencontract bij Cadence Records.
Zijn debuutpublicatie was een cover van Tutti Frutti van Little Richard in december 1955. De song werd geen hit, maar overtuigde MGM Records om Smith een solocontract aan te bieden, dat resulteerde in drie verdere publicaties, die echter geen hits werden.
In 1961 werd Smith gecontracteerd door Count Basie als zanger tot 1965. Hij maakte ook opnamen met verschillende labels, maar een hit bleef uit. In 1968 kreeg hij een platencontract bij Columbia Records, toen hij voor de eerste keer de hitlijst binnen kwam met The Son of Hickory Holler’s Tramp. In 1976 blies Kenny Rogers de song weer nieuw leven in als een countrysong.
Smith veranderde het eerste deel van zijn naam naar O.C. en nam de door Bobby Russell geschreven song Little Green Apples op, die de 2e plaats in de Billboard Hot 100 opeiste. In 1969 won Russell de Grammy Award voor de «Song of the Year». Hij ontving een Gouden Plaat van de R.I.A.A. voor de verkoop van een miljoen exemplaren.
Smith ging door met opnemen en bereikte de r&b-, Adult Contemporary- en de pophitlijst in zijn thuisland met Daddy's Little Man, Friend, Lover, Woman, Wife, Me and You en Love To Burn. Hij keerde in 1977 ook terug in de Britse hitlijst met Together met een Top 30-klassering.
Na CBS werkte Smith samen met Charles Wallert, die zowel het titelnummer als het album voor Dreams Come True schreef en produceerde, waarmee Smith terugkeerde in de nationale hitlijst. Het album Whatcha Gonna Do resulteerde in drie landelijk geklasseerde singles voor in totaal 40 weken. Dit album bevatte Brenda, You're the First, the Last, My Everything en Spark Of Love. De aanvullende hits The Best Out Of Me en After All Is Said And Done vestigden Smith als een Beach Music-ster. Hij werd genomineerd voor zes awards bij het derde Beach Music Awards, maar nam er vijf in ontvangst.
Smith werd dominee en oprichter van de City of Angels Church in Los Angeles, waar hij 16 jaar lang predikte. Een van zijn laatste opnamen Save The Last Dance For Me, bereikte de toppositie in de Rhythm 'n Beach Top 40-hitlijst.

## Overlijden
Smith overleed op 23 november 2001 op 69-jarige leeftijd aan een hartinfarct. Direct na zijn overlijden verkondigde gouverneur Jim Hodges op 21 juni 2002 een O.C. Smith-dag in South Carolina. Smith werd postuum verkozen voor de Carolina Beach Music Hall of Fame in november 2002. Na zijn overlijden werd zijn boek Little Green Apples: God Really Did Make Them, dat hij samen had geschreven met James Shaw, postuum gepubliceerd in 2003.

## Discografie

### Singles
- 1967: That's Life
- 1968: The Son of Hickory Holler's Tramp
- 1968: Main Street Mission
- 1968: Little Green Apples
- 1968: Isn't It Lonely Together
- 1969: Honey (I Miss You)
- 1969: Friend, Lover, Woman, Wife
- 1969: Daddy's Little Man
- 1969: Me and You
- 1970: Moody
- 1970: Primrose Lane
- 1970: Baby, I Need Your Loving
- 1971: Help Me Make It Through the Night
- 1972: Don't Misunderstand
- 1974: La La Peace Song
- 1976: Together
- 1978: Love to Burn
- 1982: Love Changes
- 1986: What'cha Gonna Do
- 1986: You're the First, the Last, My Everything
- 1987: Brenda

### Albums
- 1966: The Dynamic O.C. Smith
- 1968: Hickory Holler Revisited
- 1969: For Once in My Life
- 1969: O.C. Smith at Home
- 1971: Help Me Make It through the Night
- 1974: La La Peace Song
- 1977: Together
- 1979: Love Is Forever
- 1982: Love Changes
- 1993: After All Is Said and Done
- 2000: I Give My Heart to You
- 2000: Beach Music Classics and Love Songs

- Bibliothèque nationale de France: cb13936016k (data)
- Gemeinsame Normdatei: 134524667
- International Standard Name Identifier: 0000 0001 0360 8263
- Library of Congress Control Number: n88132393
- MusicBrainz: d0f3e1cf-1b15-4d9e-a315-219c603eb89f
- Virtual International Authority File: 36007109
- WorldCat: E39PBJdmgdYvtwvWGFGJdMcXVC